# 아이리버 H10 시리즈
H10은 아이리버에서 개발한 휴대용 오디오 플레이어 시리즈로, 다양한 용량과 크기로 출시되었다. 이 플레이어는 2004년 12월 한국에서 처음 판매되었고 곧이어 전 세계적으로 출시되었다. H10 시리즈는 20기가바이트 형태의 하드 디스크 기반 플레이어이며, 5기가바이트 또는 6기가바이트의 더 작은 버전도 있다. 모든 버전은 컬러 화면과 음성 녹음 및 FM 라디오 기능을 갖추고 있다. 다른 아이리버 제품들과 달리, H10 시리즈는 Ogg Vorbis를 재생하지 않는다. 하지만, 이 장치는 Ogg Vorbis를 재생하는 락박스 대체 펌웨어와 잘 호환된다.

## 마이크로 하드 드라이브 버전
- 5GB 또는 6GB 용량
- 2.2 x 0.6 x 3.8 인치 (96 그램)
- 1.5인치 TFT 화면 (128 x 128, 26만 색상)
- TXT 및 JPEG 파일 보기 가능
- MP3, WMA, WMA DRM, MPEG 1 오디오, MPEG 2 오디오, MPEG 2.5 오디오 형식 지원
- 90 dB 신호 대 잡음비.
- 12시간 정격의 리튬 이온 충전식 탈착형 배터리
- 디지털 FM 튜너 (60 dB 신호 대 잡음비)
- FM 튜너 녹음 기능 (하나의 프리셋만 가능)
- FM 및 음성 녹음기 (내장 마이크)
- 라인인/라인아웃 (선택 사양인 크래들 필요)
- USB 2.0 및 1.1 호환
- 북미 지역은 MTP 버전, 아시아 및 유럽 지역은 UMS 버전
- 탈착형 배터리
- 두 가지 색상으로 제공: 다크 그레이 또는 레드 (북미)

이 모델에 사용된 마이크로 드라이브는 표준 콤팩트플래시 II 인터페이스를 사용하지 않는다.

## 20GB 하드 드라이브 버전
5/6GB 버전과 유사하며, 주요 차이점은 다음과 같다.
- 20GB 용량 (히타치 트래블스타 C4K60, 모델 HTC426020G7CE10 사용, CE는 드라이브의 긴 면에 ZIF 커넥터를 사용함을 나타냄)
- MTP 모드만 가능 (부팅 시 O 버튼과 전원 버튼을 누르면 UMS 모드 활성화 가능)
- 2.4 x 0.85 x 4 인치 (164 그램)
- 1.8인치 TFT 화면 (160 x 128, 26만 색상)
- 배터리 탈착 불가

20GB 버전은 하드 드라이브를 도시바 MK1214GAH로 교체하여 120GB로 업그레이드할 수 있다.

## H10 주니어

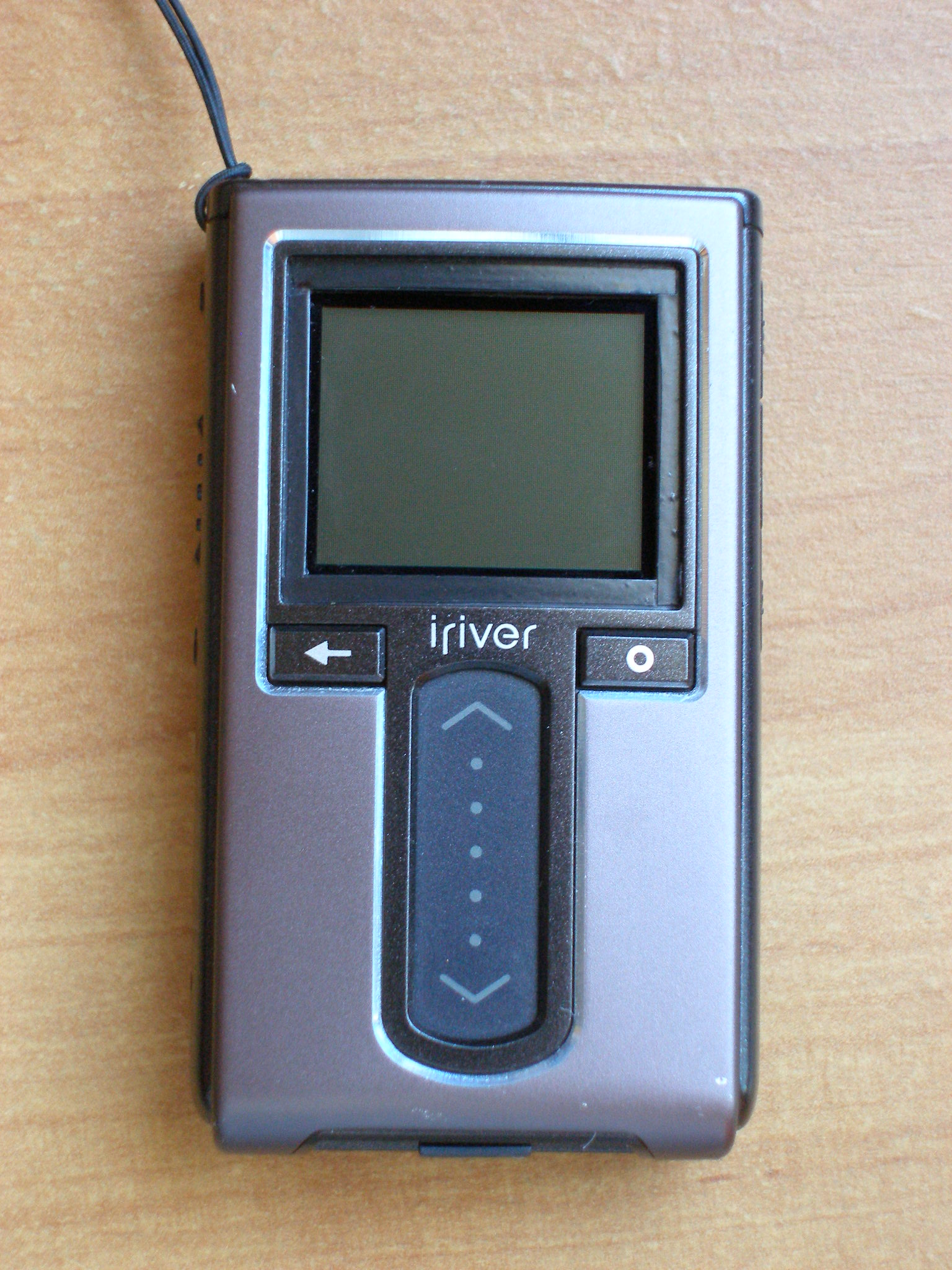
실버 아이리버 H10 주니어

H10 주니어는 H10과 같은 모양이지만 더 작은 플레이어이다. 512MB 및 1GB 용량으로 제공되며, 여전히 FM 튜너, 음성 및 FM 녹음 기능, 내장 리튬 이온 배터리를 갖추고 있다.

## 미디어 등장
은색 H10 (20GB)은 24의 시즌 6 초연에서 폭탄의 기폭 장치로 사용되었다.

## 같이 보기
- 디지털 오디오 플레이어
- 락박스 (아이리버 H10, H100 및 H300 시리즈를 위한 대체 오픈 소스 펌웨어)